# Sebastian Müller-Stahl
Sebastian Müller-Stahl (* 1976 als Sebastian Müller in Ost-Berlin) ist ein deutscher Schauspieler.

## Leben
Müller-Stahl wuchs in Ost-Berlin auf. Bereits als Kind spielte er am Pioniertheater „Ernst Thälmann“ in der Wuhlheide und als Kinderdarsteller bis 1988 auf der großen Bühne des Berliner Maxim-Gorki-Theaters. Nach dem Besuch der Bertolt-Brecht-Oberschule ging er ans John-Lennon-Gymnasium, an der er 1995 sein Abitur machte. Er absolvierte von 1996 bis 2000 ein Schauspielstudium an der Hochschule für Musik und Theater Rostock.
Von 2000 bis 2002 war er in seinem ersten Engagement am Theater Augsburg, arbeitete dann zwei Jahre lang gastierend in Berlin und am Staatstheater Karlsruhe und gehörte danach bis 2009 zum Ensemble des Theaters Quedlinburg/Halberstadt. Im Anschluss war er sieben Jahre am Anhaltischen Theater Dessau unter der Intendanz André Bücker. Zur Spielzeit 2017/18 wurde er von André Bücker, der in Augsburg die Intendanz auch zu dieser Spielzeit übernommen hatte, erneut ans Theater Augsburg engagiert.

## Theater
- 1999–2000: Moliere. Ein Spiel., als Crysald, Regie: Frank Strobel, Volkstheater Rostock
- 1999–2000: Der gute Mensch von Sezuan, als Gott, Regie: Holger Schultze, Theater Augsburg
- 2000–2001: Liebe macht erfinderisch, als Momolo, Regie: Harald Siebler, Theater Augsburg
- 2000–2001: Woyzeck, als Andres, Regie: Holger Schultze, Theater Augsburg
- 2000–2001: Top Dogs, als Manager, Regie: Pia Hänggi, Theater Augsburg
- 2001–2002: Messer in Hennen, als Pony-William, Regie: Mark Sonnleithner, Theater Augsburg
- 2001–2002: Kugeln überm Broadway, als Flender, Regie: Stefan Spies, Theater Augsburg
- 2001–2002: Tätowierung, als Paul, Regie: Petra Dannenhöfer, Theater Augsburg
- 2002–2003: Das stille Kind, als Nick, Regie: Tina Küster, Theater Textmarker Berlin
- 2002–2002: Preparadise sorry now, Regie: Martin Nimz, Theater u. Dach/ Staatstheater Kassel
- 2003–2004: Pünktchen und Anton, als Anton, Regie: Hagen Tietze, Staatstheater Karlsruhe
- 2003–2003: Titus Andronicus, als Mutius, Clown, Regie: Barbara Bilabel, Staatstheater Karlsruhe
- 2003–2003: Hedda Gabler, als Tesman, Regie: Tina Küster, Theater Textmarker Berlin
- 2004–2005: Cyrano de Bergerac, als Le Bret, Regie: Robert Klatt, Theater Quedlinburg/Halberstadt
- 2004–2005: Zeit zu lieben Zeit zu sterben, als Peter, Regie: Monika Querndt, Theater Quedlinburg/Halberstadt
- 2004–2005: Der zerbrochne Krug, als Ruprecht, Regie: Andreas Ingenhaag, Theater Quedlinburg/Halberstadt
- 2005–2006: Emilia Galotti, als Marinelli, Regie: André Bücker, Theater Quedlinburg/Halberstadt
- 2005–2006: Die Kopien, als B1, B2, Michael Black, Regie: Martin Schulze, Theater Quedlinburg/Halberstadt
- 2006–2009: Der Name der Rose, als Abbo, Regie: Rosmarie Vogtenhuber, Theater Quedlinburg/Halberstadt
- 2006–2008: Faust, als Faust, Regie: André Bücker, Theater Quedlinburg/Halberstadt
- 2006–2007: Dem Herz die Arbeit den Händen die Liebe, als Sollmann, Regie: Steffen Pietsch, Theater Quedlinburg/Halberstadt
- 2006–2007: Der nackte Wahnsinn, als Garry, Regie: Harald Demmer, Theater Quedlinburg/Halberstadt
- 2007–2008: Endstation Sehnsucht, als Stanley, Regie: André Bücker, Theater Quedlinburg/Halberstadt
- 2007–2008: Clavigo, als Carlos, Regie: André Bücker, Theater Quedlinburg/Halberstadt
- 2008–2009: Macbeth, als Banquo, Regie: Peter Lüder, Theater Quedlinburg/Halberstadt
- 2008–2009: Sterne über Mansfeld, als Pastor, Regie: Hannes Hametner, Theater Quedlinburg/Halberstadt
- 2008–2009: Dame Kobold oder der Triumph der Frauen, als Don Manuel, Regie: Rosmarie Vogtenhuber, Theater Quedlinburg/Halberstadt
- 2009–2014: Der Kick, diverseRollen, Regie: Axel Sichrovsky, Anhaltisches Theater Dessau
- 2009–2014: Nathan der Weise, als Tempelherr, Regie: André Bücker, Anhaltisches Theater Dessau
- 2009–2011: Helden wie wir, als Monodrama, Regie: Axel Sichrovsky, Anhaltisches Theater Dessau
- 2009–2010: Des Teufels General, als Baron Pflunk, Regie: Wolf Bunge, Anhaltisches Theater Dessau
- 2009–2010: Carmen Kittel, als Harald, Regie: Niklas Ritter, Anhaltisches Theater Dessau
- 2009–2010: Sommer-Nacht-Traum, als Wolf, Regie: Andrea Moses, Anhaltisches Theater Dessau
- 2009–2010: Familie Schroffenstein, als Santing, Regie: Christian Weise, Anhaltisches Theater Dessau
- 2010–2011: Alter Ford Escort Dunkelblau, als Schorse, Regie: Andrea Moses, Anhaltisches Theater Dessau
- 2010–2011: Woyzeck, als Tambourmajor, Regie: Christian Weise, Anhaltisches Theater Dessau
- 2010–2011: Mamma Medea, als Jason, Regie: Ulrike Müller, Anhaltisches Theater Dessau
- 2010–2011: Doktor Mabuse, als Paul, Regie: André Bücker, Anhaltisches Theater Dessau
- 2011–2012: Hamlet, als Laertes, Regie: Niklas Ritter, Anhaltisches Theater Dessau
- 2011–2012: Moby Dick, als Ahab, Regie: Matthias Huhn, Anhaltisches Theater Dessau
- 2011–2012: Der Besuch der alten Dame, als Polizist, Regie: Reinhard Göber, Anhaltisches Theater Dessau
- 2012–2013: Der fliegende Mensch, als Fischer von Potorzyn, Regie: Andrea Moses, Anhaltisches Theater Dessau
- 2012–2013: Orpheus in der Unterwelt, als Orpheus, Regie: Jan Kersjes, Anhaltisches Theater Dessau
- 2012–2013: Iphigenie auf Tauris, als Orest, Regie: André Bücker, Anhaltisches Theater Dessau
- 2012–2013: Der Turm, als Stasiagent, Regie: Lukas Langhoff, Anhaltisches Theater Dessau
- 2013–2015: Rum & Wodka, als Monodrama, Regie: André Bücker, Anhaltisches Theater Dessau
- 2013–2014: Quartett, als Vicomte von Valmont, Regie: Axel Sichrovsky, Anhaltisches Theater Dessau
- 2013–2014: Purpurstaub, als Arbeiter, Regie: Lukas Langhoff, Anhaltisches Theater Dessau
- 2013–2014: The Beggar’s Opera, als Dr. Hopeman, Regie: André Bücker, Anhaltisches Theater Dessau
- 2014–2015: Götz von Berlichingen, als Weislingen, Regie: André Bücker, Anhaltisches Theater Dessau
- 2014–2015: Sein oder Nichtsein, als Gruppenführer Erhardt, Regie: Martina Aitner-Acheampong, Anhaltisches Theater Dessau
- 2015–2016: das Interview, als Pierre Peters, Regie: Axel Sichrovsky, Anhaltisches Theater Dessau
- 2015–2016: Maria Stuart, als Burleigh, Regie: Ralf Siebelt, Anhaltisches Theater Dessau
- 2015–2016: Amphitryon, als Amphitryon, Regie: Boris von Poser, Anhaltisches Theater Dessau
- 2015–2016: Winterreise, Regie: Ralf Siebelt, Anhaltisches Theater Dessau
- 2017–2018: Peer Gynt, als Peer Gynt, Regie: André Bücker, Theater Augsburg
- 2017–2018: Martin Luther & Thomas Münzer oder Die Einführung der Buchhaltung, Regie: Maik Priebe, Theater Augsburg
- 2022: Ugly Lies the Bone, als Kelvin, Staatstheater Augsburg

## Filmografie
- 2002: Dr. Sommerfeld – Neues vom Bülowbogen – Liebeswahn (Fernsehserie)
- 2008: SOKO Wismar – Tödliche Medizin (Fernsehserie)
- 2008: Plötzlich Millionär
- 2015: Ein Fall von Liebe – Das Geisterhaus (Fernsehserie)
- 2017: Genius
- 2017: Ein Fall für zwei – Der Abschiedsbrief (Fernsehserie)
- 2018: Hubert und Staller – Über sieben Brücken (Fernsehserie)
- 2018: Nichts zu verlieren
- 2020: Die Rosenheim-Cops – Ein verräterischer Duft (Fernsehserie)
- 2021: Sturm der Liebe (Fernsehserie)